# 정교초등학교
정교초등학교는 대한민국 경기도 포천시에 있는 공립 초등학교이다.

## 학교 연혁
- 1963년 10월 27일: 가산국민학교 정교분실 인가
- 1966년 12월 14일: 개교

## 참고 자료
- 정교초등학교 - 한국교육학술정보원 학교알리미